# Werner Homuth

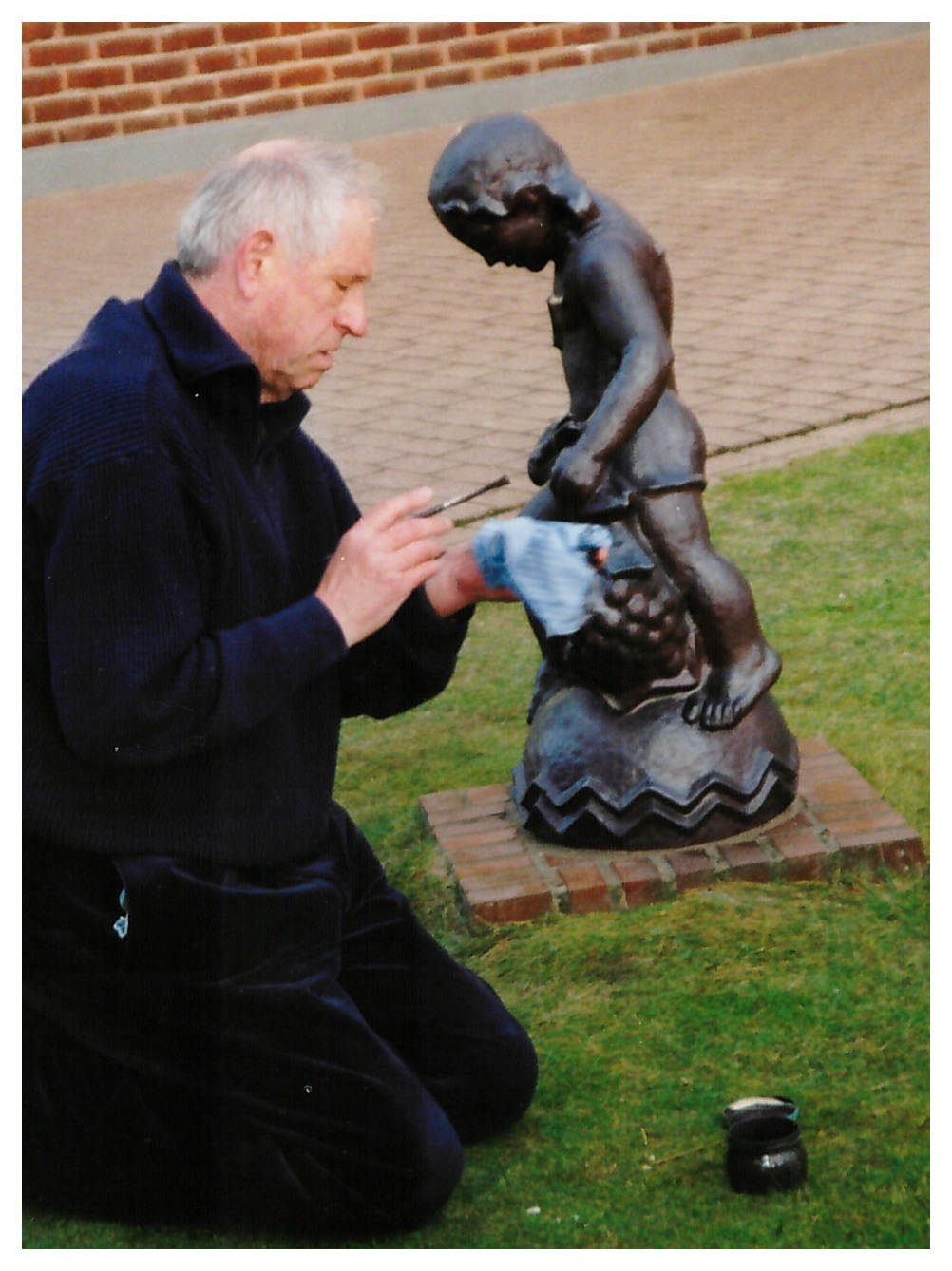
Werner Homuth, Amrum 1999

Werner Homuth (* 23. März 1934 in Lübeck; † 10. September 2008 in Bad Segeberg) war ein deutscher Baugestalter, Bildhauer, Grafiker und Restaurator.

## Leben
Werner Homuth wurde als Sohn eines Musikers 1934 in Lübeck geboren. Dort besuchte er die Oberschule zum Dom von 1944 bis 1952. Von 1946 bis 1949 war der Maler Wilhelm Neckel (1892–1991) sein Lehrer im Fach Kunst. Er bevorzugte die musischen Fächer, nahm Klavier-, Orgel- und Kompositionsunterricht. 1952 entschied er sich jedoch für die bildende Kunst und machte eine Lehre als Bau- und Schriftenmaler, die er 1955 mit Auszeichnung beendete. Er wurde Landessieger im Leistungswettbewerb der Deutschen Handwerksjugend.
Während seiner Gesellenzeit belegte er Mal- und Zeichenkurse in der Volkshochschule, bevor er 1958 ein Studium für angewandte Malerei an der Muthesius-Werkschule begann (u. a. bei Hubert Schmittler und Gottfried Brockmann), das er 1961 mit staatlichem Abschlussexamen beendete.
Ab 1961 erstellte er als frei schaffender Künstler – häufig als Auftrag für „Kunst am Bau“ – Wandreliefs in verschiedenen Techniken, Statuen, Kirchenfenster und repräsentative Werbegrafik.
Ab 1975 besann Homuth sich auf seine musikalische Begabung, absolvierte eine Ausbildung zum Kirchenmusiker, komponierte und spielte Kirchenmusik.
Zu den gestaltenden Werken am Bau kamen zunehmend Aufträge zur Restaurierung von Plastiken (siehe auch Foto oben) und historischen Kunstwerken wie der astronomischen Uhr von St. Marien in Lübeck.
2008 starb Werner Homuth in Bad Segeberg.
2014 schenkte seine Lebensgefährtin und Erbin Maria Jentsch dem „Forum für Künstlernachlässe e.V.“ in Hamburg-Niendorf den Nachlass Homuths: Kleinplastiken und Grafiken.

## Werk
Werner Homuth war in erster Linie „Künstler am Bau“: Bildfenster, Wandreliefs, Statuen oder Objekte für Außenanlagen gestaltete er in gelungener Abstimmung von Material, Form, Raum und Zweck des Raumes. Er konnte Beton, Bronze, Glas, Polyester und Backstein materialadäquate und Raum bestimmende Formen geben.
Die unterschiedlichen Werke „bezeugen aber hinlänglich Homuths zugleich klare und strenge Formauffassung, sein zeichnerisches und kompositorisches Können, das sich an der Natur und am Modell orientiert und kontrolliert. Da er von der handwerklichen Ausbildung herkommt, ist Materialkenntnis und -beherrschung für ihn selbstverständlich. Da er andererseits aber stets den Bau, die Architektur als Ganzes im Auge hat, folgt er damit der grundlegenden Forderung von Walter Gropius, der als Endziel aller bildnerischen Tätigkeit den Bau ansah.“

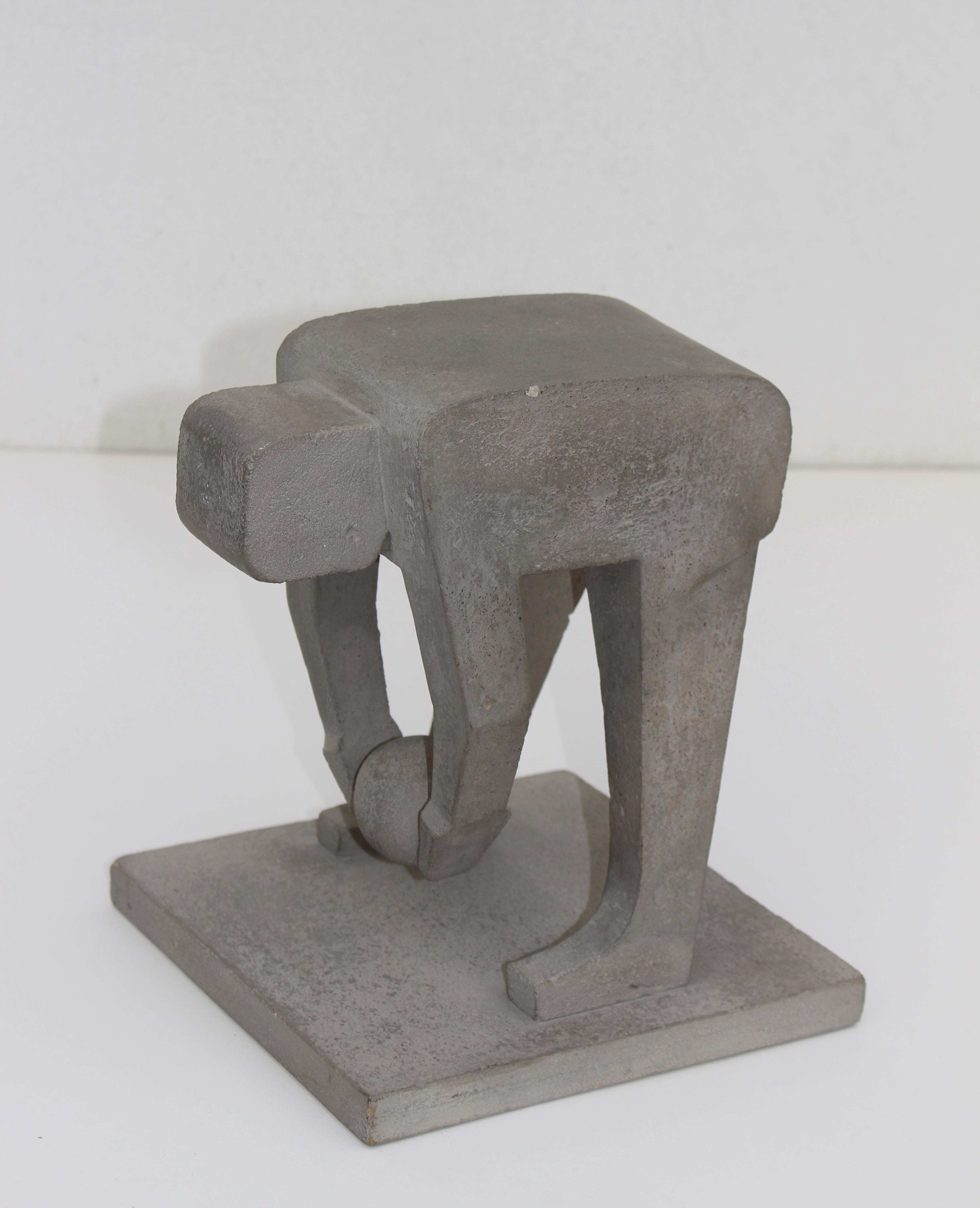
Werner Homuth: „Ballspielerin“, Beton, Höhe 24 cm

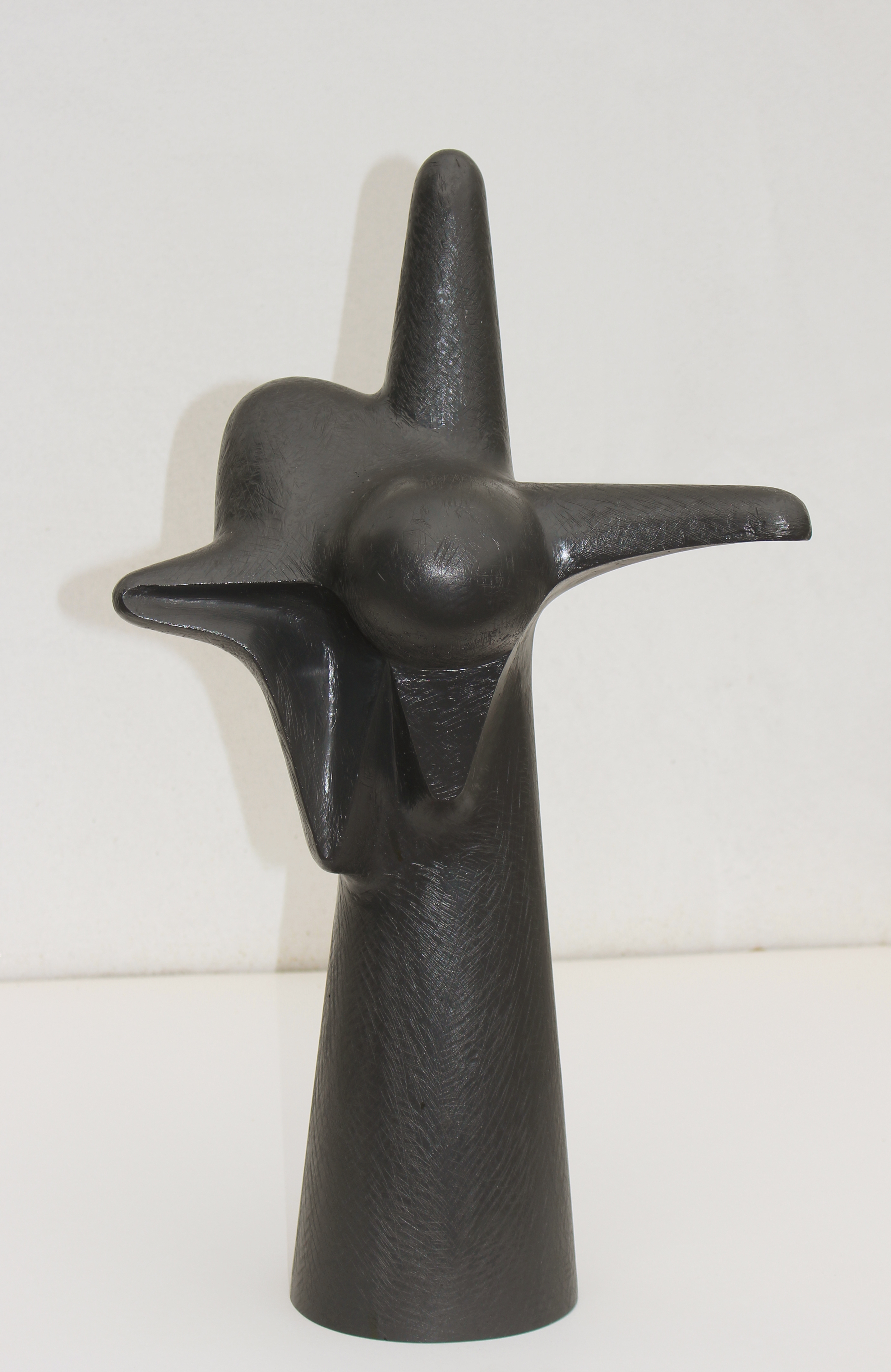
Werner Homuth: „Ecce Homo“, Polyester, Höhe 54 cm, 1970

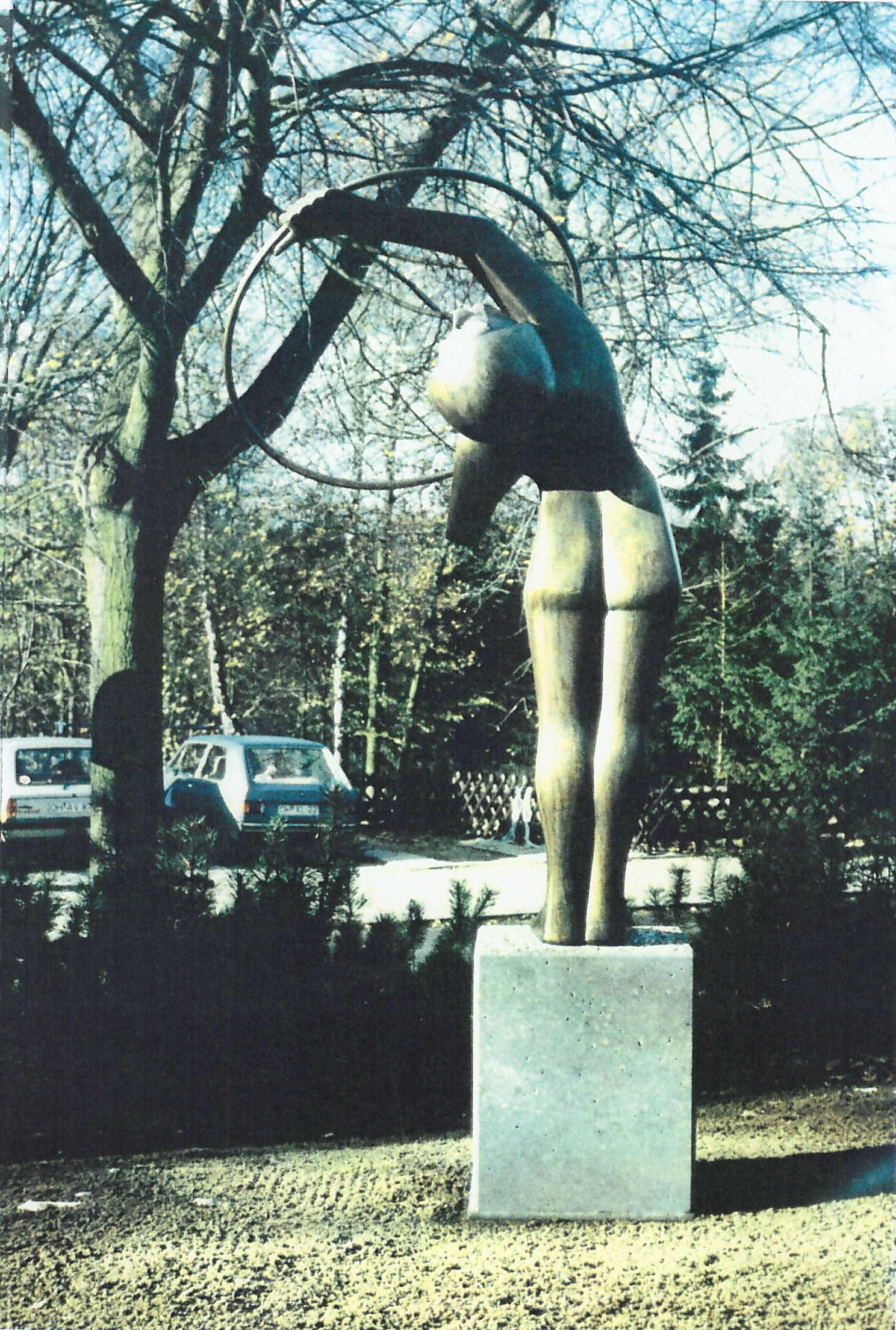
Werner Homuth: „Reifengymnastik“ in Pansdorf, Bronze, 1982

Wie eng bei ihm Form, Sujet und Material korrespondieren, lässt sich am deutlichsten bei seinen Plastiken erfahren. Die lebensgroßen Bronzefiguren „Die Flötenspielerin“ in Glückstadt (1976) und „Reifengymnastik“ in Pansdorf (1982) verweisen auf Homuths Verehrung für Ernst Barlach. Bei reduzierten Linien in der Form entwickelt sich eine themenspezifische Dynamik. „Die Ballspielerin“ aus Betonguss vermittelt die der Aktion innewohnende Kraft in „icon“-hafter Vereinfachung der Form. Bei den kleineren Skulpturen (z. B. „Ecce homo“ 1972 oder „Drei Grazien“ o. J.) in transparentem Polyester ist die Abstraktion vollendet. Das mag auch ein Grund dafür sein, dass seinen Plastiken bei einigen der jährlichen Ausstellungen Lübecker Künstler eine „Außenseiterposition“ attestiert wurde.

## Zitat
1996 beschreibt Werner Homuth sein bildnerisches Credo: „Kunst am Bau soll die Linien der Tektonik aufnehmen und steigern. Im Sinne der Bauhaus-Idee bin ich bestrebt, meine Entwürfe, die schon materialgerecht konzipiert sein müssen, so weit wie möglich selbst auszuführen, da der Handwerker nicht künstlerisch denkt und sieht. Jeder Auftrag ist im Material anders und erfordert Experimentier- und Wandlungsfähigkeit. Ohne handwerkliches Können wäre mein Beruf undenkbar.“

## Ausstellungen
- 1970 und 1976: Einzelausstellungen im Sozialpfarramt Lübeck
- 1970 bis mindestens 1996: Teilnahme an mehreren Jahresschauen Lübecker Künstler im Museum am Dom

## Arbeiten im öffentlichen Raum (Auswahl)
- 1962: Wandbilder Universität Kiel Bootshaus
- 1963: Treppenhausfenster „Gymnastik“, Turnhalle Francke-Schule Lübeck
- 1963: Chorfenster Friedhofskapelle II Lübeck-Waldhusen
- 1964–66: drei Material-Wandbilder in der Bibliothek beim Börsensaal Lübeck
- 1963–68: Beschriftung und Farbgebung an der Astronomischen Uhr St. Marien Lübeck
- 1968: Baptisteriumsfenster „Versuchung Christi“ Martin-Luther-Kirche Fissau
- 1971–72: Betonreliefs und „Schwanen-Brunnen“ an der Schule Ost Heiligenhafen
- 1975–76: „Flötenspielerin“ Bronze Glückstadt
- 1975: Portalgestaltung (Kupfer) Mathias-Claudius-Schule Reinfeld
- 1976: Fliesen und farbige Bühnenwand Forum Realschule Stockelsdorf
- 1978: Putzintarsie Sporthalle Pansdorf
- 1980: Weltkugel Cesar-Klein-Gesamtschule Ratekau
- 1982: „Reifengymnastik“ (Bronze) Hauptschule Pansdorf
- 1984: Wandgestaltung Sporthalle Ratekau
- 1985: Fassadengestaltung Volks- und Hauptschule Sereetz
- 1986: Spirale Sporthalle Sereetz
- 2001: kleines Labyrinth Backstein Grundschule Groß Kummerfeld